# Michał Jeliński
Michał Jeliński (Gorzów Wielkopolski, 17 de marzo de 1980) es un deportista polaco que compitió en remo.
Participó en tres Juegos Olímpicos de Verano, entre los años 2004 y 2012, obteniendo una medalla de oro en Pekín 2008, en la prueba de cuatro scull, y el sexto lugar en Londres 2012, en la misma prueba.
Ganó cuatro medallas de oro en el Campeonato Mundial de Remo entre los años 2005 y 2009, y una medalla de oro en el Campeonato Europeo de Remo de 2010.

## Palmarés internacional
| Juegos Olímpicos   | Juegos Olímpicos            | Juegos Olímpicos | Juegos Olímpicos |
| Año                | Lugar                       | Medalla          | Prueba           |
| ------------------ | --------------------------- | ---------------- | ---------------- |
| 2008               | Pekín (China)               | Medalla de oro   | Cuatro scull     |
| Campeonato Mundial |                             |                  |                  |
| Año                | Lugar                       | Medalla          | Prueba           |
| 2005               | Kaizu (Japón)               | Medalla de oro   | Cuatro scull     |
| 2006               | Eton (Reino Unido)          | Medalla de oro   | Cuatro scull     |
| 2007               | Múnich (Alemania)           | Medalla de oro   | Cuatro scull     |
| 2009               | Poznań (Polonia)            | Medalla de oro   | Cuatro scull     |
| Campeonato Europeo |                             |                  |                  |
| Año                | Lugar                       | Medalla          | Prueba           |
| 2010               | Montemor-o-Velho (Portugal) | Medalla de oro   | Cuatro scull     |